# میراث فرهنگی ناملموس در هند
میراث فرهنگی ناملموس در هند شامل ۱۵ میراث ناملموس است. جدیدترین میراث فرهنگی گنجانده‌شده در این فهرست، گربا است که یک فرم سنتی رقص از گجرات می‌باشد. هیچ نمونه‌ای از هند در فهرست «میراث فرهنگی ناملموس در معرض حفاظت فوری» و «فهرست شیوه‌های خوب پاسداری» قرار ندارد.
گنجاندن عناصر جدید میراث در فهرست‌های میراث فرهنگی ناملموس توسط کمیته بین‌دولتی برای حفاظت از میراث فرهنگی ناملموس تعیین می‌شود که توسط کنوانسیون تأسیس شده است. در هند، وزارت فرهنگ هند مسئول حفظ، ارتقا و ترویج فرهنگ هند است. طبق گفته یونسکو، میراث فرهنگی ناملموس شامل تعطیلات، جشن‌ها، اجراها، سنت‌های شفاهی، موسیقی و صنایع دستی است که در این فهرست گنجانده شده‌اند.
نوروز تنها مورد در این فهرست است که توسط دوازده کشور مشترک ثبت شده است. در هند، نوروز عمدتاً توسط جامعه پارسی (جامعه مزدیسنا در هند) جشن گرفته می‌شود. در روز جهانی یوگا، مصادف با ۲۱ ژوئن، مقر یونسکو میزبان سادگورو، یکی از برجسته‌ترین مربیان و مروجان یوگا در جهان بود. یوگا از سال ۲۰۱۶ در فهرست نمایندگی میراث فرهنگی ناملموس بشریت یونسکو به ثبت رسیده است.
نتفلیکس و یونسکو برای بزرگداشت میراث فرهنگی هند، چه ملموس و چه ناملموس، همکاری کرده‌اند و این کار را از طریق یک مجموعه کارتونی با عنوان مایتی لیتِل بیم به تصویر کشیده‌اند. این مجموعه، فرهنگ هند را از طریق ماجراجویی‌های یک پسر بچه، از پختن پونگال گرفته تا بادبادک‌بازی در روستایش، بازتاب می‌دهد. نخستین ویدئو از این مجموعه به مناسبت هفتاد و پنجمین سالگرد استقلال هند منتشر شد.
هند در سال ۲۰۰۵ کنوانسیون صیانت از میراث فرهنگی ناملموس را تصویب کرد و همزمان با بیستمین سالگرد این تصویب، بیستمین نشست کمیته بین‌دولتی در دسامبر ۲۰۲۵ با میزبانی هند در دهلی نو برگزار خواهد شد.

## فهرست
| #  | نگاره                                                                                             | عنصر                  | سالشماره ثبت | شرح | م      |
| ۱  | هنرمند کوتیاتام، دکتر ایندو جی، در حال اجرای نانگیار کوتّو در کوتامپالام مرکز نپاتیا در موزیکولام. | کودیاتم               | ۲۰۰۸۰۰۰۱۰    | کودیاتم، تئاتر سانسکریت، که در ایالت کرالا در هند اجرا می‌شود، یکی از قدیمی‌ترین سنت‌های زنده تئاتری این کشور است. این هنر که بیش از ۲ هزار سال قدمت دارد، تلفیقی از کلاسیک‌گرایی سانسکریت و سنت‌های بومی کرالا را به نمایش می‌گذارد. در زبان نمایشی این تئاتر که بسیار قانون‌مند است، دو عنصر اصلی یعنی نِتا آبهینایا (بیان با چشم‌ها) و هَستا آبهینایا (زبان حرکات دست) برجسته‌اند. این عناصر بر افکار و احساسات شخصیت اصلی تمرکز دارند. بازیگران برای تبدیل شدن به اجراگرانی ماهر، دوره‌های آموزشی سختی را طی ۱۰ تا ۱۵ سال می‌گذرانند که شامل کنترل پیشرفته تنفس و حرکات ظریف عضلات صورت و بدن می‌شود. هنر بازیگر در ارائه جزئیات دقیق یک موقعیت یا صحنه نهفته است، به‌طوری‌که ممکن است اجرای یک پرده چند روز طول بکشد و یک اجرای کامل تا ۴۰ روز ادامه یابد. کودیاتم به‌طور سنتی در تئاترهایی به نام کوتامپالام که در معابد هندو قرار دارند، اجرا می‌شود. دسترسی به این اجراها در گذشته به دلیل ماهیت مقدسشان محدود بود، اما این نمایش‌ها به‌تدریج برای مخاطبان وسیع‌تری باز شده‌اند. با این حال، نقش بازیگر همچنان جنبه‌ای مقدس دارد که با آیین‌های تطهیر و قرار دادن یک چراغ روغنی روی صحنه به‌عنوان نماد حضور الهی، تأیید می‌شود. بازیگران مرد، راهنمای اجراهای مفصلی را به شاگردان خود منتقل می‌کنند که تا زمان‌های اخیر به‌طور انحصاری و محرمانه در اختیار خانواده‌های خاصی بود. با فروپاشی حمایت‌های مالی همراه با زوال نظام فئودالی در سده نوزدهم، خانواده‌هایی که اسرار تکنیک‌های بازیگری را در اختیار داشتند با مشکلات جدی مواجه شدند. پس از یک احیای کوتاه در اوایل سده بیستم، کودیاتم بار دیگر با کمبود منابع مالی روبه‌رو شده و حرفه تئاتر در بحران شدیدی قرار گرفته است. در این شرایط، نهادهای مختلف مسئول حفظ این سنت با یکدیگر متحد شده‌اند تا تداوم این تئاتر سانسکریت را تضمین کنند.                            | [ ۹ ]  |
| ۲  |                                                                                                   | سرایش ودایی           | ۲۰۰۸۰۰۰۶۲    | سنت سرایش ودایی، مجموعه‌ای گسترده از اشعار سانسکریت، گفت‌وگوهای فلسفی، اسطوره‌ها و اوراد آیینی هستند که بیش از ۳۵۰۰ سال پیش توسط آریاییان تدوین و سروده شده‌اند. وداها، که توسط هندوها به‌عنوان منبع اصلی دانش و پایه مقدس دینشان شناخته می‌شوند، یکی از کهن‌ترین سنت‌های فرهنگی بازمانده جهان را در خود جای داده‌اند. میراث ودایی شامل متون و تفاسیر متعددی است که در چهار ودا گردآوری شده‌اند. این چهار ودا، که معمولاً به‌عنوان «کتاب‌های دانش» شناخته می‌شوند، به‌رغم وجودشان به‌صورت شفاهی انتقال یافته‌اند. ریگ‌ودا مجموعه‌ای از سرودهای مقدس است؛ ساماودا تنظیمات موسیقایی از سرودهای ریگ‌ودا و دیگر منابع را ارائه می‌دهد؛ یاجورودا شامل دعاها و فرمول‌های قربانی است که توسط کاهنان استفاده می‌شود؛ و آتهارناودا شامل اوراد و طلسم‌ها است. وداها همچنین بینشی از تاریخ هندوئیسم و شکل‌گیری مفاهیم هنری، علمی و فلسفی اولیه، همچون مفهوم عدد صفر، ارائه می‌دهند. آیات ودایی که به زبان ودایی، یکی از مشتقات سانسکریت کلاسیک، بیان شده‌اند، به‌طور سنتی در مراسم آیینی خوانده می‌شدند و به‌صورت روزانه در جوامع ودایی بازگو می‌شدند. ارزش این سنت نه‌تنها در محتوای غنی ادبیات شفاهی آن، بلکه در تکنیک‌های خلاقانه‌ای است که کاهنان برهمن برای حفظ بی‌نقص این متون طی هزاران سال به کار گرفته‌اند. برای اطمینان از تغییر نکردن صدای هر کلمه، از دوران کودکی به شاگردان تکنیک‌های پیچیده‌ای از قرائت آموزش داده می‌شود که بر اساس لهجه‌های صوتی، روش‌های خاص تلفظ هر حرف و ترکیب‌های گفتاری مشخص پایه‌ریزی شده‌اند. با اینکه وداها همچنان نقشی مهم در زندگی معاصر هند ایفا می‌کنند، تنها سیزده شاخه از بیش از هزار شاخه قرائت ودایی باقی مانده است. افزون بر این، چهار مدرسه برجسته در مهاراشترا (مرکز هند)، کرالا و کرناتکه (جنوب هند) و اودیشا (شرق هند) تحت تهدید جدی قرار دارند.                                                    | [ ۱۰ ] |
| ۳  |                                                                                                   | راملیلا               | ۲۰۰۸۰۰۱۱۰    | رام‌لیلا، اجرای سنتی داستان رامایانا، که به معنای «نمایش راما» است، اجرایی نمایشی از حماسه رامایانا در قالب مجموعه‌ای از صحنه‌ها شامل آواز، روایت، دکلمه و گفت‌وگو است. این نمایش در سراسر شمال هند طی جشن دوسهرا که هر سال بر اساس تقویم آیینی در فصل پاییز برگزار می‌شود، اجرا می‌گردد. برجسته‌ترین اجراهای رام‌لیلا در آیودیا، رام‌نگر، بنارس، ورین‌داوان، آلمورا، ساتنا و مدوبنی برگزار می‌شود. این اجرای نمایشی از رامایانا بر اساس متن مقدس «رام‌چریت‌ماناس» است که یکی از محبوب‌ترین شکل‌های داستان‌گویی در شمال هند به‌شمار می‌رود. این متن مقدس که به ستایش راما، قهرمان رامایانا، اختصاص دارد، توسط تولسیداس در قرن شانزدهم به یکی از گونه‌های زبان هندی سروده شد تا حماسه سانسکریت را برای عموم قابل دسترس کند. بیشتر رام‌لیلاها شامل صحنه‌هایی از رام‌چریت‌ماناس هستند و اجرای آن‌ها به‌طور معمول ده تا دوازده روز طول می‌کشد، اما برخی مانند رام‌لیلا رام‌نگر ممکن است یک ماه کامل ادامه یابد. این جشنواره‌ها در صدها سکونتگاه، شهر و روستا در فصل جشن دوسهرا، که بازگشت راما از تبعید را گرامی می‌دارد، برگزار می‌شوند. رام‌لیلا به نبرد میان راما و راوانا می‌پردازد و شامل مجموعه‌ای از گفت‌وگوها میان خدایان، حکما و مؤمنان است. قدرت نمایشی رام‌لیلا از به تصویر کشیدن لحظات اوج هر صحنه ناشی می‌شود. در این اجراها، مخاطبان تشویق می‌شوند که آواز بخوانند و در روایت داستان شرکت کنند. رام‌لیلا تمام جمعیت را بدون در نظر گرفتن طبقه، دین یا سن گرد هم می‌آورد. همه اهالی روستا به صورت خودجوش در نقش‌های مختلف حضور پیدا می‌کنند یا در فعالیت‌های مرتبط مانند ساخت ماسک، طراحی لباس، آماده‌سازی گریم، ساخت عروسک و تزیین نورها مشارکت می‌کنند. با این حال، توسعه رسانه‌های جمعی به‌ویژه سریال‌های تلویزیونی، موجب کاهش تعداد مخاطبان رام‌لیلا شده است و این نمایش‌ها نقش اصلی خود را در گردهم‌آوردن مردم و جوامع از دست می‌دهند. | [ ۱۱ ] |
| ۴  |                                                                                                   | جشنواره رمان          | ۲۰۰۹۰۰۲۸۱    | جشنواره رمان، جشن مذهبی و نمایش آیینی منطقه گارهوال هیمالیا، هر سال در اواخر آوریل در روستاهای دوقلوی سالور-دونگرا در ایالت اوتاراکند (شمال هند) برگزار می‌شود. این جشن به افتخار ایزد محلی بومیال دیوتا برگزار می‌شود؛ الهه‌ای محلی که معبد او محل اصلی این جشن‌هاست. مراسم رمان شامل آیین‌های پیچیده‌ای از جمله قرائت نسخه‌ای از حماسه رامایانا و افسانه‌های گوناگون، و اجرای آوازها و رقص‌های نقاب‌دار است. این جشنواره توسط اهالی روستا سازماندهی می‌شود و هر طبقه و گروه شغلی نقش خاصی دارد. برای مثال، جوانان و بزرگان به اجرای برنامه‌ها می‌پردازند، برهمنان دعاها را رهبری کرده و آیین‌ها را انجام می‌دهند، و خاندان بهانداری‌ها (که نماینده افراد طبقه کشتریا هستند) تنها کسانی هستند که حق پوشیدن یکی از مقدس‌ترین نقاب‌ها، یعنی نقاب الهه نیمه‌انسان و نیمه‌شیر هندو، ناراسیم‌ها را دارند. خانواده‌ای که میزبان بومیال دیوتا در طول سال است، موظف به پیروی از یک برنامه روزانه دقیق هستند. جشن رمان، ترکیبی است از تئاتر، موسیقی، بازسازی‌های تاریخی و داستان‌های سنتی شفاهی و مکتوب است. این رویداد چندوجهی فرهنگی بازتاب‌دهنده مفاهیم محیطی، معنوی و فرهنگی جامعه است و اسطوره‌های بنیان‌گذاری آن را روایت می‌کند و حس ارزشمندی و هویت آن را تقویت می‌نماید. برای تضمین تداوم این سنت، اولویت‌های جامعه شامل ترویج انتقال آن به نسل‌های آینده و کسب شناسایی فراتر از منطقه جغرافیایی محدود به آن است. | [ ۱۲ ] |
| ۵  |                                                                                                   | رقص چائو              | ۲۰۱۰۰۰۳۳۷    | رقص چائو، یک سنت از شرق هند است که صحنه‌هایی از حماسه‌ها از جمله مهاراباراتا و رامایانا، فولکلور محلی و مضامین انتزاعی را به تصویر می‌کشد. سه سبک متمایز آن از نواحی سیرایکلا، پورویا و مایوربهنج می‌آیند که دو مورد اول از ماسک استفاده می‌کنند. رقص چائو ارتباط نزدیکی با جشن‌های منطقه‌ای، به‌ویژه جشن بهاری چیترا پاروا دارد. ریشه آن به اشکال بومی رقص و تمرینات رزمی بازمی‌گردد. واژگان حرکتی رقص چائو شامل تکنیک‌های مبارزه نمایشی، راه‌رفتن‌های هماهنگ شده از پرندگان و حیوانات و حرکات مدل‌سازی‌شده از کارهای روزانه خانه‌دارهای روستایی است. رقص چائو به رقصندگان مرد از خانواده‌های هنرمندان سنتی یا جوامع محلی آموزش داده می‌شود. این رقص در شب در فضای باز و با استفاده از ملودی‌های سنتی و فولکلوریک، که با سازهای نی مانند موهوری و شه‌نای نواخته می‌شود، اجرا می‌شود. ضربات طبل‌های مختلف، صدای غالب در گروه موسیقی همراهی‌کننده رقص هستند. رقص چائو بخش جدایی‌ناپذیری از فرهنگ این جوامع است. این رقص مردم را از اقشار اجتماعی و نژادی مختلف که دارای شیوه‌های اجتماعی، باورها، مشاغل و زبان‌های گوناگون هستند، به هم پیوند می‌دهد. با این حال، افزایش صنعتی‌شدن، فشارهای اقتصادی و رسانه‌های جدید باعث کاهش مشارکت جمعی شده و جوامع را از ریشه‌های خود جدا کرده است. | [ ۱۳ ] |
| ۶  |                                                                                                   | کالبلیا               | ۲۰۱۰۰۰۳۴۰    | ترانه‌ها و رقص‌های فولکلور کالبلیا راجستا، بیانگر شیوه زندگی سنتی جامعه کلبلیا هستند. کلبلیاها که روزگاری به‌عنوان دست‌اندرکاران حرفه‌ای کار با مارها شناخته می‌شدند، امروزه این شغل قدیمی خود را از طریق موسیقی و رقص‌هایی که به شیوه‌های جدید و خلاقانه در حال تکامل هستند، بازآفرینی می‌کنند. امروز زنان با دامن‌های سیاه بلند می‌رقصند و چرخش می‌کنند، حرکات مارها را تقلید می‌کنند، در حالی که مردان آنها را با سازهای ضربی خانجاری و پونیگی، یک ساز بادی چوبی که به‌طور سنتی برای جذب مارها نواخته می‌شده، همراهی می‌کنند. رقصندگان طراحی‌های سنتی تتو، جواهرات و لباس‌هایی با گلدوزی‌های غنی و آینه‌های کوچک و نخ‌های نقره‌ای می‌پوشند. آوازهای کلبلیا دانش اسطوره‌ای را از طریق داستان‌ها منتشر می‌کنند، در حالی که رقص‌های ویژه‌ای در طول جشن هولی، جشن رنگ‌ها، اجرا می‌شود. این آوازها همچنین هوش شاعرانه کلبلیاها را نشان می‌دهند که به‌عنوان افرادی شناخته می‌شوند که به‌طور خودجوش شعر می‌سازند و در طول اجراها آهنگ‌ها را بداهه می‌خوانند. آوازها و رقص‌ها که از نسلی به نسل دیگر منتقل می‌شوند، جزو یک سنت شفاهی هستند که برای آن هیچ متنی یا دفترچه آموزشی وجود ندارد. آواز و رقص برای جامعه کلبلیا مایه افتخار است و نمادی از هویت آنهاست در زمانی که سبک زندگی سنتی سفر کردن و نقش آنها در جامعه روستایی رو به افول است. این اشکال هنری تلاش جامعه کلبلیا برای بازسازی میراث فرهنگی خود و انطباق آن با شرایط اقتصادی و اجتماعی در حال تغییر را نشان می‌دهند. | [ ۱۴ ] |
| ۷  |                                                                                                   | مودیت                 | ۲۰۱۰۰۰۳۴۵    | مودیت، تئاتر آیینی و نمایش رقص کرالا، یک نمایش رقص آیینی از ایالت کرالا است که بر اساس افسانه اساطیری نبرد بین الهه کالی و شیاطین داریکا ساخته شده است. این مراسم یک آیین جمعی است که در آن تمام اهالی روستا مشارکت دارند. پس از برداشت محصولات تابستانی، اهالی روستا در روز مقرر و در ساعات اولیه صبح به معبد می‌رسند. هنرمندان مودیِت خود را از طریق روزه‌داری و نماز پاکسازی می‌کنند و سپس تصویری عظیم از الهه کالی به نام «کالم» را با پودرهای رنگی بر روی زمین معبد می‌کشند، که در این لحظه روح الهه فراخوانده می‌شود. این عمل زمینه را برای اجرای پرجنب و جوش بعدی فراهم می‌آورد که در آن حکیم الهی نارادا از شیوا می‌خواهد که شیاطین داریکا را که از شکست در برابر انسان‌ها مصون است، شکست دهد. اما شیوا دستور می‌دهد که داریکا باید به دست الهه کالی کشته شود. مودیِت به‌طور سالانه در «بهاگواتی کاووس»، معابد الهه، در روستاهای مختلف اطراف رودخانه‌های چالاکودی پوزها، پریار و موواتوپوزها برگزار می‌شود. همکاری متقابل و مشارکت جمعی هر طبقه اجتماعی در آیین، هویت مشترک و پیوندهای دوجانبه در جامعه را تقویت می‌کند. مسئولیت انتقال این سنت بر عهده بزرگان و هنرمندان ارشد است که در حین برگزاری نمایش، نسل جوان را به‌عنوان کارآموز جذب می‌کنند. مودیِت به‌عنوان یک مکان فرهنگی مهم برای انتقال ارزش‌های سنتی، اخلاقی، قوانین اخلاقی و معیارهای زیبایی‌شناسی جامعه به نسل بعدی عمل می‌کند و بدین ترتیب ادامه‌داری و اهمیت آن در زمان‌های معاصر را تضمین می‌کند. | [ ۱۵ ] |
| ۸  |                                                                                                   | موسیقی بودایی         | ۲۰۱۲۰۰۸۳۹    | سرودهای بودایی لداخ: تلاوت متون مقدس بودایی در منطقه فراهیمالیایی لداخ، جامو و کشمیر، در صومعه‌ها و روستاهای منطقه لداخ، لاماهای بودایی متون مقدس را می‌خوانند که نمایانگر روح، فلسفه و آموزش‌های بودا است. در لداخ دو شاخه از بودیسم وجود دارد: مهایانه و واژریانه و چهار فرقه عمده نیز شامل نیگما، کگیود، شاکیا و گلوک هستند. هر فرقه چندین نوع خواندن نیایش دارد که در مراسم مختلف زندگی و روزهای مهم گاه‌شماری بودایی و کشاورزی انجام می‌شود. این دعاها برای رفاه روحی و اخلاقی مردم، برای تطهیر و آرامش ذهن، برای فرونشاندن خشم ارواح شرور یا برای جلب برکات بوداها، بودیساتواها، الهه‌ها و رینپوچه‌ها خوانده می‌شوند. خواندن این دعاها معمولاً به صورت گروهی انجام می‌شود، گاهی داخل ساختمان‌ها نشسته و گاهی نیز در حیاط‌های صومعه یا خانه‌های خصوصی همراه با رقص صورت می‌گیرد. لاماها لباس‌های خاصی به تن دارند و حرکات دستی (مودراها) انجام می‌دهند که نمایانگر بودای الهی است. سازهایی همچون زنگ، طبل، سنج و ترومپت به دعاها موسیقی و ریتم می‌بخشند. دستیاران تحت نظارت دقیق لاماهای ارشد آموزش می‌بینند و متون را بارها تکرار می‌کنند تا حفظ شوند. این دعاها هر روز در سالن‌های جمعی صومعه به عنوان دعایی برای الهه‌ها به منظور صلح جهانی و رشد شخصی شرکت‌کنندگان انجام می‌شود. | [ ۱۶ ] |
| ۹  |                                                                                                   | سانکیرتن              | ۲۰۱۳۰۰۸۴۳    | سانکیرتن: آیین آوازخوانی، طبل‌نوازی و رقص در مانیپور، مجموعه‌ای از هنرها است که برای جشن گرفتن مناسبت‌های مذهبی و مراحل مختلف زندگی مردم ویشنوای مانیپور انجام می‌شود. تمرینات سانکیرتن در معبد متمرکز است، جایی که اجراکنندگان زندگی و کارهای کریشنا را از طریق آواز و رقص روایت می‌کنند. در یک اجرای معمولی، دو طبل‌زن و حدود ده خواننده-رقاص در یک سالن یا حیاط که با عبادت‌کنندگان نشسته احاطه شده است، برگزار می‌کنند. عظمت و جریان انرژی زیبایی‌شناختی و مذهبی در این اجرا بی‌نظیر است، به طوری که اعضای تماشاگران را به گریه می‌اندازد و اغلب آن‌ها به نشانه احترام به اجراکنندگان خود را به خاک می‌زنند. سانکیرتان دو عملکرد اجتماعی اصلی دارد: اولاً این که مردم را در مناسبت‌های جشن سالانه گرد هم می‌آورد و به عنوان نیرویی وحدت‌بخش در جامعه ویشنوای مانیپور عمل می‌کند؛ و دوم اینکه روابط بین فرد و جامعه را از طریق مراسم‌های مربوط به دوره‌های مختلف زندگی برقرار و تقویت می‌کند. به این ترتیب، به عنوان تجلی آشکار خداوند در نظر گرفته می‌شود. سانکیرتن مانیپور یک تمرین زنده است که ارتباط طبیعی مردم را ترویج می‌کند: کل جامعه در حفظ آن دخیل است و دانش و مهارت‌های خاص آن به‌طور سنتی از استاد به شاگرد منتقل می‌شود. سانکیرتن با دنیای طبیعی هماهنگ است و حضور آن از طریق مراسم‌های مختلف مورد تأیید قرار می‌گیرد. | [ ۱۷ ] |
| ۱۰ |                                                                                                   | ساخت ظروف برنجی و مسی | ۲۰۱۴۰۰۸۴۵    | صنعت سنتی ساخت ظروف برنجی و مسی توسط تاتهراهای جاندیالا گورو، پنجاب، هنر فلزکاری تاتهراها است. فلزات مورد استفاده مس، برنج و برخی آلیاژها هستند که برای سلامت مفید دانسته می‌شوند. فرایند ساخت با تهیه کیک‌های فلزی سرد شده آغاز می‌شود که به صفحات نازک تبدیل می‌شوند و سپس با چکش کاری به اشکال منحنی تبدیل می‌شوند تا کاسه‌های کوچک، بشقاب‌های حاشیه‌دار، ظروف بزرگتر برای آب و شیر، ظروف پخت و پز بزرگ و سایر آثار هنری ساخته شوند. گرمایش صفحات در حین چکش‌کاری و شکل‌دهی آن‌ها به اشکال مختلف نیازمند کنترل دقیق دما است که با استفاده از کوره‌های کوچک چوبی که در زمین دفن شده‌اند، به دست می‌آید. ظروف با دست و با استفاده از موادی سنتی مانند شن و آب تمبر هندی صیقل داده می‌شوند. طراحی‌ها با مهارت بر روی فلز گرم شده با ایجاد دندانه‌های ریز به وسیله چکش انجام می‌شود. ظروف ممکن است برای کاربرد مذهبی، فردی و هم برای استفاده اجتماعی در مناسبت‌های ویژه‌ای مانند عروسی‌ها یا معابد تولید شوند. فرایند ساخت این ظروف به صورت شفاهی از پدر به پسر منتقل می‌شود. کار با فلز برای تاتهراها صرفاً یک روش معیشتی نیست، بلکه ساختار خانوادگی و روابط خویشاوندی، اخلاق کاری و موقعیت اجتماعی آن‌ها در سلسله‌مراتب اجتماعی شهر را تعریف می‌کند. | [ ۱۸ ] |
| ۱۱ |                                                                                                   | نوروز                 | ۲۰۱۶۰۲۰۹۷    | نوروز، جشن باستانی بهاری است که بر اساس گرامیداشت طبیعت، خورشید و کائنات در چندین کشور آسیایی و خاورمیانه برگزار می‌شود و به عشق به طبیعت و همه موجودات زنده، احترام به انسان‌ها و گسترش خیر و برکت مرتبط است. روز جهانی نوروز در ۲۱ مارس، اولین روز بهار در نیمکره شمالی، برگزار می‌شود. جشن‌های نوروز شامل مجموعه‌ای از مراسم‌ها، آیین‌ها، بازی‌های سنتی، غذاهای ویژه، اجراها و دیگر رویدادهای فرهنگی است که در طی یک دوره حدود دو هفته‌ای برگزار می‌شود. نوروز ابتدا در سال ۲۰۰۹ توسط ۶ کشور در فهرست میراث فرهنگی ناملموس ثبت شد و در سال ۲۰۱۶ به ۱۲ کشور گسترش یافت. کشورهایی که به‌طور مشترک نوروز را ثبت کرده‌اند عبارتند از: افغانستان، آذربایجان، هند، جمهوری اسلامی ایران، عراق، قزاقستان، قرقیزستان، ازبکستان، پاکستان، تاجیکستان، ترکمنستان و ترکیه و مغولستان. در زمان بحران، چنین سنت‌ها و رویدادهای جشنواره‌ای به اتحاد مردم کمک می‌کند و نیاز ما به ارتباط اجتماعی در دوران پرتنش را برجسته می‌سازد و به همبستگی و وحدت اجتماعی جوامع کمک می‌کند. | [ ۱۹ ] |
| ۱۲ |                                                                                                   | یوگا                  | ۲۰۱۶۰۱۱۶۳    | یوگا، بر جنبه‌های مختلفی از عملکرد جامعه در هند چه در زمینه‌هایی مانند سلامت و پزشکی و چه در زمینه‌های آموزش و هنر تأثیر گذاشته است. یوگا بر اساس وحدت ذهن با بدن و روح است تا به فرد امکان دست‌یابی به سلامت روانی، روحی و جسمی بیشتر را بدهد و ارزش‌های آن بخش مهمی از اصول اخلاقی جامعه را شکل می‌دهند. یوگا شامل مجموعه‌ای از وضعیت‌ها، مدیتیشن، تنفس کنترل‌شده، وردخوانی و تکنیک‌های دیگر است که برای کمک به فرد در رسیدن به خودآگاهی، تسکین رنج‌ها و رسیدن به حالت رهایی طراحی شده‌اند. یوگا توسط جوانان و پیران بدون تبعیض نسبت به جنسیت، طبقه یا دین انجام می‌شود و همچنین در سایر نقاط جهان نیز محبوبیت پیدا کرده است. به‌طور سنتی، یوگا از طریق مدل معلم-شاگرد (گورو-شیشیا) منتقل می‌شد و گورویوگا به عنوان نگهدارندگان اصلی دانش و مهارت‌های مرتبط با آن شناخته می‌شدند. امروزه، آشرام‌های یوگا یا عزلت‌گاه‌ها فرصتی اضافی برای علاقه‌مندان به یادگیری این تمرین سنتی فراهم می‌آورند، همچنین مدارس، دانشگاه‌ها، مراکز اجتماعی و رسانه‌های اجتماعی نیز این فرصت‌ها را فراهم می‌کنند. متون و نوشته‌های باستانی نیز در آموزش و تمرین یوگا به کار می‌روند و طیف گسترده‌ای از ادبیات مدرن در این زمینه در دسترس است. | [ ۲۰ ] |
| ۱۳ |                                                                                                   | کوم میلا              | ۲۰۱۶۰۱۲۵۸    | کوم میلا، یا جشن‌واره گلاب مقدس بزرگ‌ترین تجمع مسالمت‌آمیز زائران در جهان است که در آن شرکت‌کنندگان در رودخانه مقدس غسل می‌کنند یا در آن فرومی‌روند. باور دارند که با غسل در رود گنگ، انسان از گناهان خود آزاد می‌شود و از چرخه تولد و مرگ رهایی می‌یابد. میلیون‌ها نفر بدون دعوت به این مراسم می‌رسند. این تجمع شامل زاهدان، قدیسین، سادهوها، آرزومندان-کالپواسی‌ها و بازدیدکنندگان است. این جشنواره هر چهار سال یک بار به ترتیب در شهرهای الله‌آباد، هاریدوار، اوجائین و ناسیک-تریمباک برگزار می‌شود و میلیون‌ها نفر بدون توجه به طبقه، دین یا جنسیت در آن شرکت می‌کنند. اما حاملان اصلی آن به آکهادها و آشرام‌ها، سازمان‌های مذهبی تعلق دارند یا افرادی هستند که بر روی صدقه زندگی می‌کنند. کوم ملا نقش روحانی مرکزی در کشور دارد و تأثیر جادویی بر مردم عادی هند می‌گذارد. این رویداد علم نجوم، ستاره‌شناسی، روحانیت، سنت‌های آیینی و رسوم اجتماعی و فرهنگی را در بر می‌گیرد و آن را بسیار غنی از دانش می‌سازد؛ زیرا در چهار شهر مختلف هند برگزار می‌شود، این جشنواره فعالیت‌های اجتماعی و فرهنگی متنوعی دارد و آن را به یک جشنواره فرهنگی متنوع تبدیل می‌کند. دانش و مهارت‌های مربوط به این سنت از طریق متون دینی باستانی، سنت‌های شفاهی، سفرنامه‌های تاریخی و متونی که توسط مورخان برجسته تولید شده‌اند منتقل می‌شود. با این حال، رابطه معلم-شاگرد در آشرام‌ها و آکهادها همچنان مهم‌ترین روش برای انتقال و حفظ دانش و مهارت‌های مرتبط با کوم ملا است. | [ ۲۱ ] |
| ۱۴ |                                                                                                   | دورگا پوجا در کلکته   | ۲۰۲۱۰۰۷۰۳    | دورگا پوجا در کلکته، جشنی سالانه است که در ماه‌های سپتامبر یا اکتبر عمدتاً در کلکته در ایالت بنگال غربی هند برگزار می‌شود. در سایر نقاط هند و در میان دیاسپورای بنگالی نیز برگزار می‌شود. این جشن، عبادت ده‌روزه الهه مادر هندوها، دورگا، را نشان می‌دهد. در ماه‌های پیش از جشنواره، کارگاه‌های کوچک هنری تصاویری از دورگا و خانواده‌اش را با استفاده از گل‌رس نادیده‌ریخته از رود گنگ می‌سازند. عبادت الهه در روز افتتاحیه ماهالیا آغاز می‌شود، زمانی که چشم‌ها به روی تصاویر گل‌رس نقاشی می‌شود تا الهه به زندگی بازگردد. این مراسم در روز دهم به پایان می‌رسد، زمانی که تصاویر در رودخانه‌ای که گل‌رس از آن آمده است غوطه‌ور می‌شوند؛ بنابراین، این جشن همچنین به معنای «بازگشت به خانه» یا بازگشت فصلی به ریشه‌هاست. دورگا پوجا به‌عنوان بهترین نمونه از اجرای عمومی دین و هنر شناخته می‌شود و به‌عنوان یک زمینه پر رونق برای هنرمندان و طراحان همکار به‌شمار می‌آید. این جشن با ایجاد غرفه‌ها در مناطق شهری، همچنین با طبل‌زنی بنگالی سنتی و احترام به الهه مشخص می‌شود. در طول این رویداد، مرزهای طبقه، مذهب و قومیت‌ها از بین می‌روند و جمعیت زیادی از تماشاگران برای تحسین به اطراف می‌روند. | [ ۲۲ ] |
| ۱۵ |                                                                                                   | گربا                  | ۲۰۲۳۰۱۹۶۲    | گربا در گجرات، رقص مذهبی و آئینی است که به مناسبت جشن هندو «نوراتری» انجام می‌شود، جشنی که به عبادت انرژی مؤنث یا «شاکتی» اختصاص دارد. این رقص در اطراف یک گلدان سفالی سوراخ‌شده که با یک شمع روغنی روشن شده یا تصویری از الهه مادر آمبا قرار دارد، اجرا می‌شود. رقصندگان در یک دایره، معکوس در اطراف مرکز حرکت می‌کنند، از حرکات ساده استفاده کرده و دست‌های خود را به‌طور همزمان می‌زنند و دست‌زنی می‌کنند. آغاز حرکات با حرکات دایره‌ای کند است و به تدریج سرعت آن به چرخش‌های تند تبدیل می‌شود. تمرین‌کنندگان و برگزارکنندگان گربا شامل طیف وسیعی از افراد هستند؛ از رقصندگان و نوازندگان تا گروه‌های اجتماعی، صنعتگران و شخصیت‌های مذهبی که در مراسم و آماده‌سازی‌ها مشارکت دارند. گربا از طریق تمرین، اجرا، تقلید و مشاهده در مناطق شهری و روستایی از نسلی به نسل دیگر منتقل می‌شود. بسیاری از مدارس و دانشگاه‌ها دوره‌ها و کارگاه‌های حرفه‌ای در زمینه رقص، موسیقی، طراحی لباس و زیورآلات، برنامه‌ریزی مناظر، طراحی صدا و نور برگزار می‌کنند که همه این‌ها به ایجاد آثار گربا کمک می‌کنند. این تمرین همچنین توسط سازمان‌های غیردولتی، نهادهای دولتی، رقص‌پردازان، نوازندگان و رسانه‌ها منتقل می‌شود. گربا با رقیق کردن ساختارهای اجتماعی-اقتصادی، جنسیتی و مذهبی به تساوی اجتماعی کمک می‌کند. این رقص همچنان برای جوامع مختلف و حاشیه‌ای باز است و بدین ترتیب پیوندهای اجتماعی را تقویت می‌کند. | [ ۲۳ ] |

## یادداشت
1. ↑  به‌طور مشترک با کشورهای ایران ، افغانستان ، جمهوری آذربایجان ، عراق ، قزاقستان ، قرقیزستان، ازبکستان ، پاکستان ، تاجیکستان ، ترکمنستان ، ترکیه  و مغولستان